# Manuel de Vega i de Rovira
Manuel de Vega i de Rovira fou un religiós i escriptor català de començaments del segle xviii, fill de Josep de Vega i de Ponts.
Era membre de l'orde de Sant Benet i fou músic i xantre del monestir de Ripoll, del qual en fou més tard prior i vicari general. Era amic de Pau Ignasi de Dalmases, fundador de l'Acadèmia dels Desconfiats, a qui dedicà la traducció al castellà d'El ambicioso político infeliz (1699), de Diego Monti. Va participar amb l'Acadèmia dels Desconfiats, en l'edició de les poesies de Francesc Vicent Garcia, Rector de Vallfogona, i hi va redactar la vida del poeta que precedeix a la primera edició de 1703 amb el pseudònim de Rector de Pital·luga. També va compondre d'unes constitucions provincials de la Congregació Claustral Tarraconense i Poema elegíaco dramático, premiat el 1702 en un certamen poètic de Barcelona. Morí vora el 1712.